# FK9
 (juillet 2023).
La mise en forme du texte ne suit pas les recommandations de Wikipédia : il faut le « wikifier ».
Les points d'amélioration suivants sont les cas les plus fréquents. Le détail des points à revoir est peut-être précisé sur la page de discussion.
- Les titres sont pré-formatés par le logiciel. Ils ne sont ni en capitales, ni en gras.
- Le texte ne doit pas être écrit en capitales (les noms de famille non plus), ni en gras, ni en italique, ni en « petit »…
- Le gras n'est utilisé que pour surligner le titre de l'article dans l'introduction, une seule fois.
- L'italique est rarement utilisé : mots en langue étrangère, titres d'œuvres, noms de bateaux, etc.
- Les citations ne sont pas en italique mais en corps de texte normal. Elles sont entourées par des guillemets français : « et ».
- Les listes à puces sont à éviter, des paragraphes rédigés étant largement préférés. Les tableaux sont à réserver à la présentation de données structurées (résultats, etc.).
- Les appels de note de bas de page (petits chiffres en exposant, introduits par l'outil «  Source ») sont à placer entre la fin de phrase et le point final[comme ça].
- Les liens internes (vers d'autres articles de Wikipédia) sont à choisir avec parcimonie. Créez des liens vers des articles approfondissant le sujet. Les termes génériques sans rapport avec le sujet sont à éviter, ainsi que les répétitions de liens vers un même terme.
- Les liens externes sont à placer uniquement dans une section « Liens externes », à la fin de l'article. Ces liens sont à choisir avec parcimonie suivant les règles définies. Si un lien sert de source à l'article, son insertion dans le texte est à faire par les notes de bas de page.
- La présentation des références doit suivre les conventions bibliographiques. Il est recommandé d'utiliser les modèles {{Ouvrage}}, {{Chapitre}}, {{Article}}, {{Lien web}} et/ou {{Bibliographie}}. Le mode d'édition visuel peut mettre en forme automatiquement les références.
- Insérer une infobox (cadre d'informations à droite) n'est pas obligatoire pour parachever la mise en page.

Pour une aide détaillée, merci de consulter Aide:Wikification.
Si vous pensez que ces points ont été résolus, vous pouvez retirer ce bandeau et améliorer la mise en forme d'un autre article.
Le FK9 est un ULM multi-axes monomoteur à ailes hautes deux places côte à côte produit en Allemagne par FK aircraft,.

## Conception et développement
Otto Funk avait déjà conçu et construit des planeurs et des motoplaneurs depuis 1970, mais le Fk9 était à la fois son premier produit commercial et son premier avion avec la contribution de son fils Peter. Peter Funk et Dirk Breitkreuz ont créé B&F Technik en 1990 pour le produire. Les premiers Marks 1 et 2 ont été entièrement construits à Krosno, en Pologne ; les modèles actuels sont fabriqués à 85% en Pologne, avec un assemblage final à Speyer, en Allemagne.
Le Fk9 est un ultra-léger monomoteur à aile haute de conception conventionnelle, avec des sièges côte à côte et un train fixe. Les ailes ont une corde parallèle et sont équipées d'ailerons et de volets à trois positions. Elles sont renforcées par un hauban caréné au bas du fuselage de chaque côté. Dans les modèles Mark 1 et 2, les ailes étaient des structures composites recouvertes de tissu; les modèles ultérieurs ont eu des ailes en composite tout carbone à l'exception des surfaces de contrôle en aluminium. Il existe maintenant l'option aile entièrement en fibre de carbone.
Les premières versions du Fk9 avaient également un fuselage en tube d'acier recouvert de tissu, mais celui-ci a été remplacé par une structure entièrement en fibre de verre, à l'exception d'un cadre de cabine en acier. L'accès à la cabine à double commande se fait par des portes à charnières supérieures de chaque côté. Un train tricycle est proposé en version standard. Les roues du train principal ont des freins actionnés par une commande manuelle centrale. Un train d'atterrissage classique est en option, avec des jambes de train principal montées plus en avant, sous les portes de la cabine, plus une roue arrière en carbone et en acier.
Une variété de moteurs ont été installés. Les premiers modèles utilisaient un Rotax 447 ou Jabiru de 26 kW (35 ch) ou un Rotax 503 de 50 ch (37 kW). Le Mark 3 avait un Rotax 912 UL de 60 kW (80 ch) et le Mark IV offre le choix entre ce moteur, le Rotax 912 ULS amélioré de 73 kW (99 ch) ou un Ecofly M160 de 75 kW (100 ch), utilisé pour la première fois en Fk9 de production dans la variante Smart.
C'est un avion spécial de sport léger accepté par la Federal Aviation Administration.

## Histoire
Le prototype Fk9 a volé pour la première fois au début de l'année 1989, faisant sa première apparition publique en avril au salon Aero de Friedrichshafen. Fin 2008, avant l'introduction de la variante ELA, au moins 370 Fk9 de tous types avaient été vendus. Les registres européens de la mi-2010 (hors Russie) font état de 387 appareils, dont quatre ELA. D'autres Fk9 volent en Amérique du Nord et du Sud, là où il y a des agences, comme en Afrique du Sud. LSA américain pour les kits a été donné en 2005. Les limites de poids ULM britanniques excluent le Fk9 en tant qu'avion assemblé, mais les récentes réglementations ELA devraient permettre l'homologation de cette version.
Le critique Marino Boric a décrit la conception dans une revue de 2015 comme "un sosie entièrement composite du Cessna 150, mais avec des performances bien améliorées".

## Variantes
Informations de,,
- Fk9 Mark 1Ailes composites, fuselage tube metallique. Introduit en 1991.
Fk9 Mark 2Revu pour accepter plus de puissance (45–80 hp). Train classique. Introduit en 1995.

Fk9TG: Mark 2 avec train tricycle.
- Fk9 Mark 3Première version tout composite; forme du fuselage fortement revue. Introduit en 1997.

Mark 38: Commercialisé au Brésil sous le nom d'Alpha Bravo Fk9. envergure de 10,33 m.
Mark 3 Utility/Club: Version pour l'écolage ou le remorquage de planeur. Nouvelles ailes. Introduit en 2000.
- Fk9 SmartPropulsé par le moteur turbocompressé à trois cylindres Ecofly M160 de Smart car, produisant 100 ch (75 kW) à 5600 tr / min. Introduit en 2004[9].

- Fk9 Mark IVRemplacement du Mark 3 par une cabine plus spacieuse, des volets (30 °) et un nouvel empennage. Introduit en 2003.

Mark IV SW: Version ailes courtes, meilleure visibilité vers le bas.
Mark IV Utility: Version pour le remorquage de planeur. Options train tricycle ou train classique.
- Fk9 ELAMark IV amélioré pour s'adapter à la catégorie des avions légers européens (ELA). Introduit en 2009.
Fk9 Mark VIConstruction entièrement composite, suppression de la structure tubulaire cabine améliorant la visibilité à travers le pare-brise, nouveau dessin de l'étambot, passage aileron indépendant avec volet indépendant contrairement aux versions précédentes en flaperons, ajout d'une soute à bagages. Introduit en 2020.

## Galerie

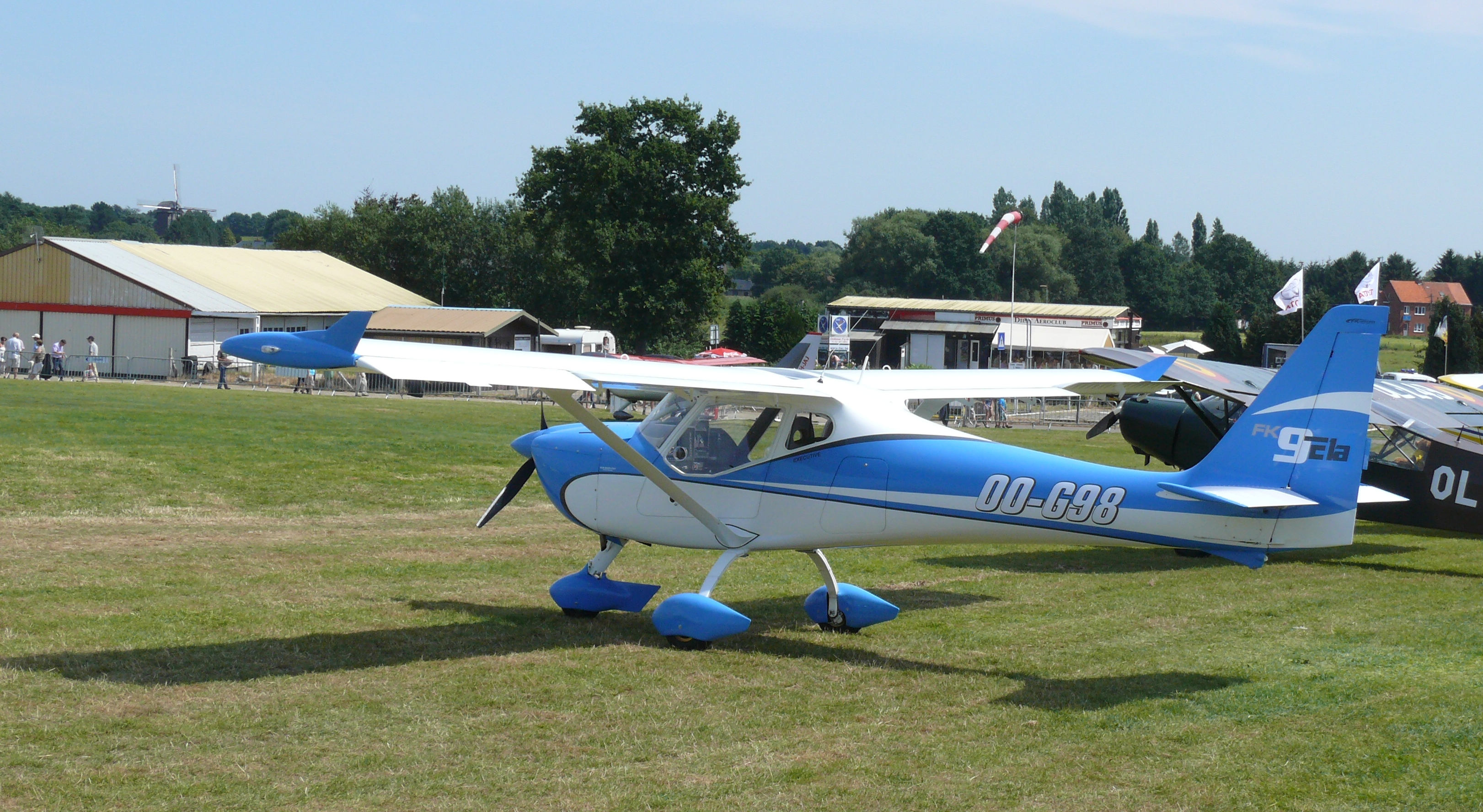
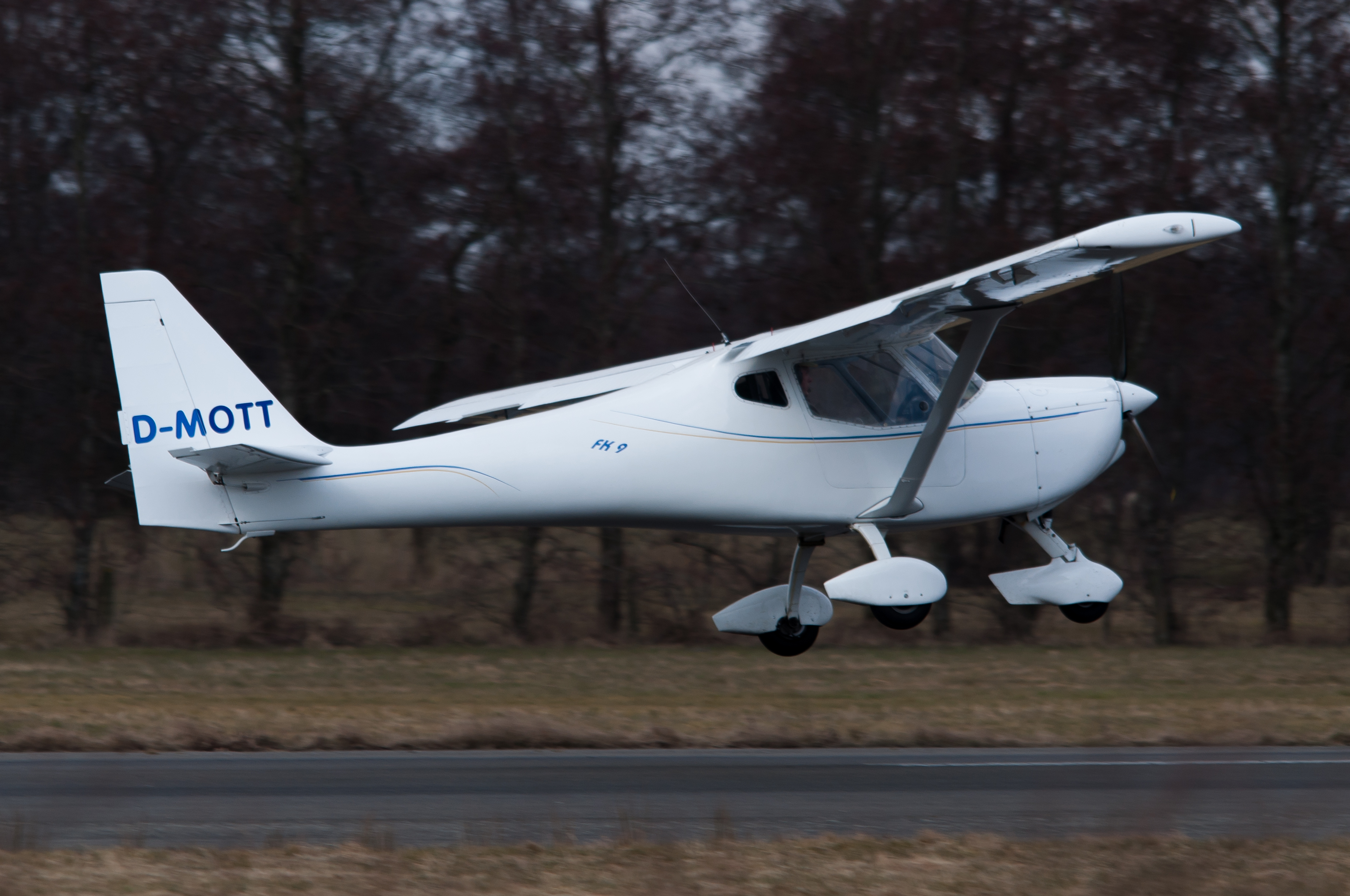
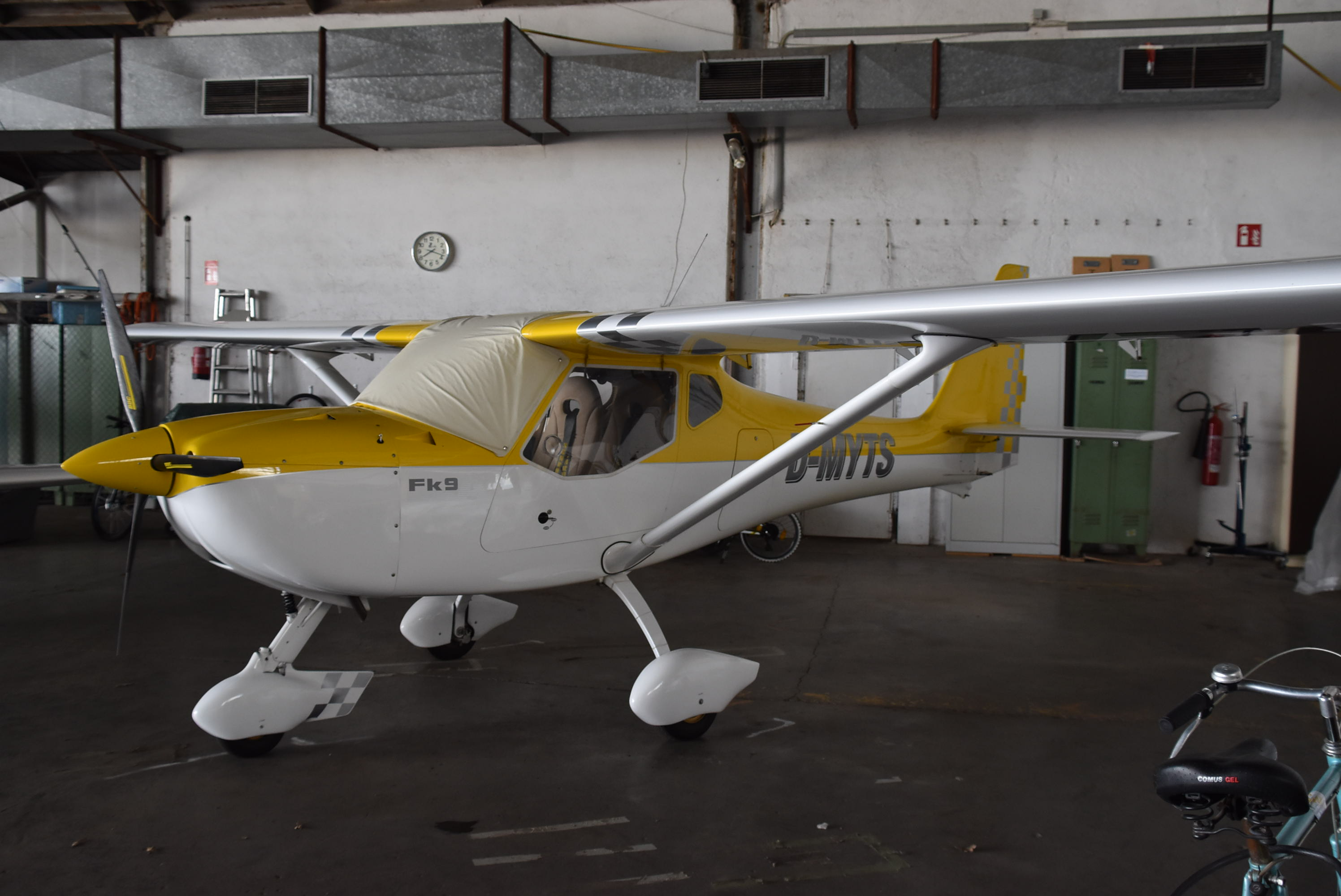
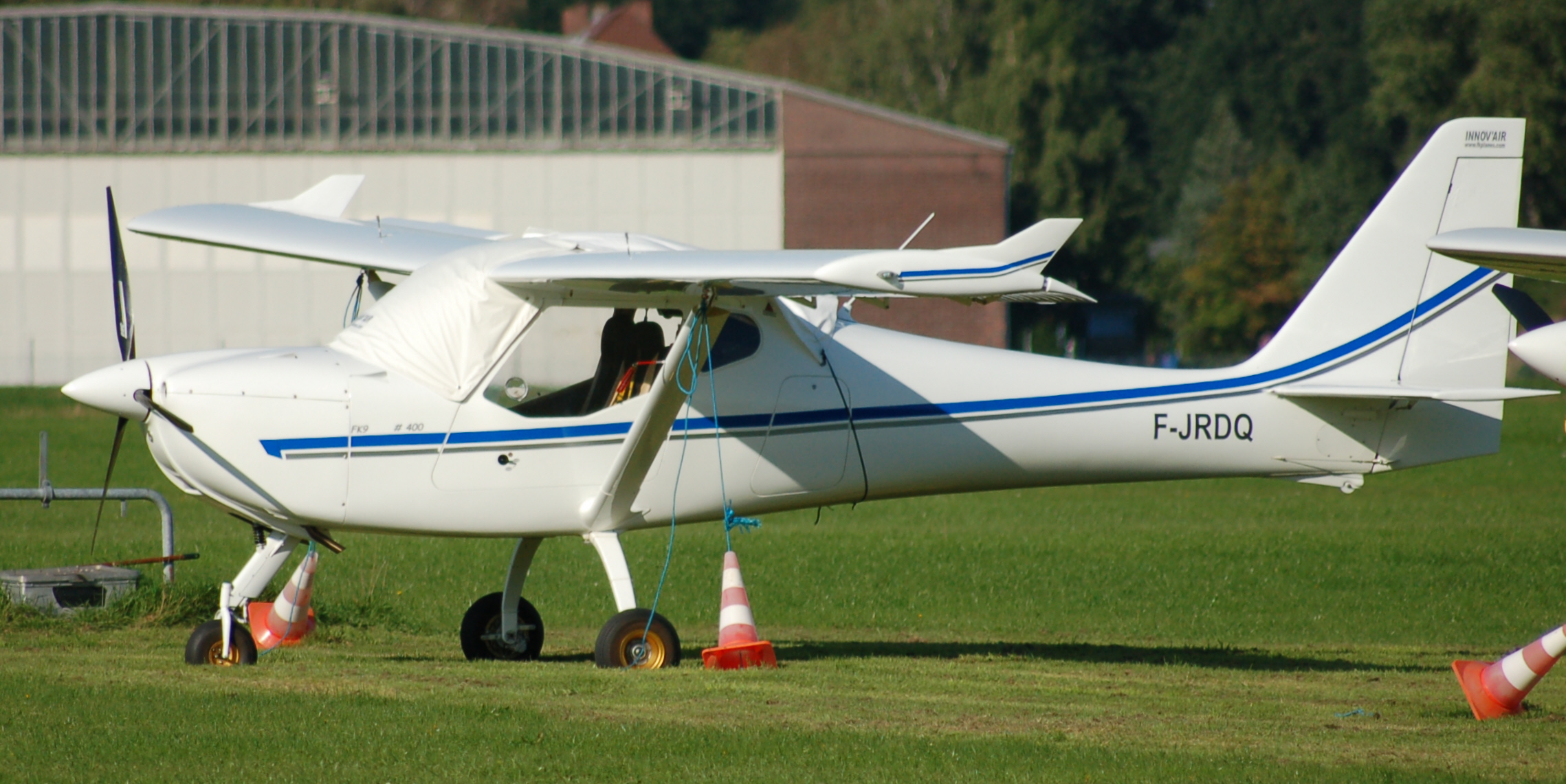
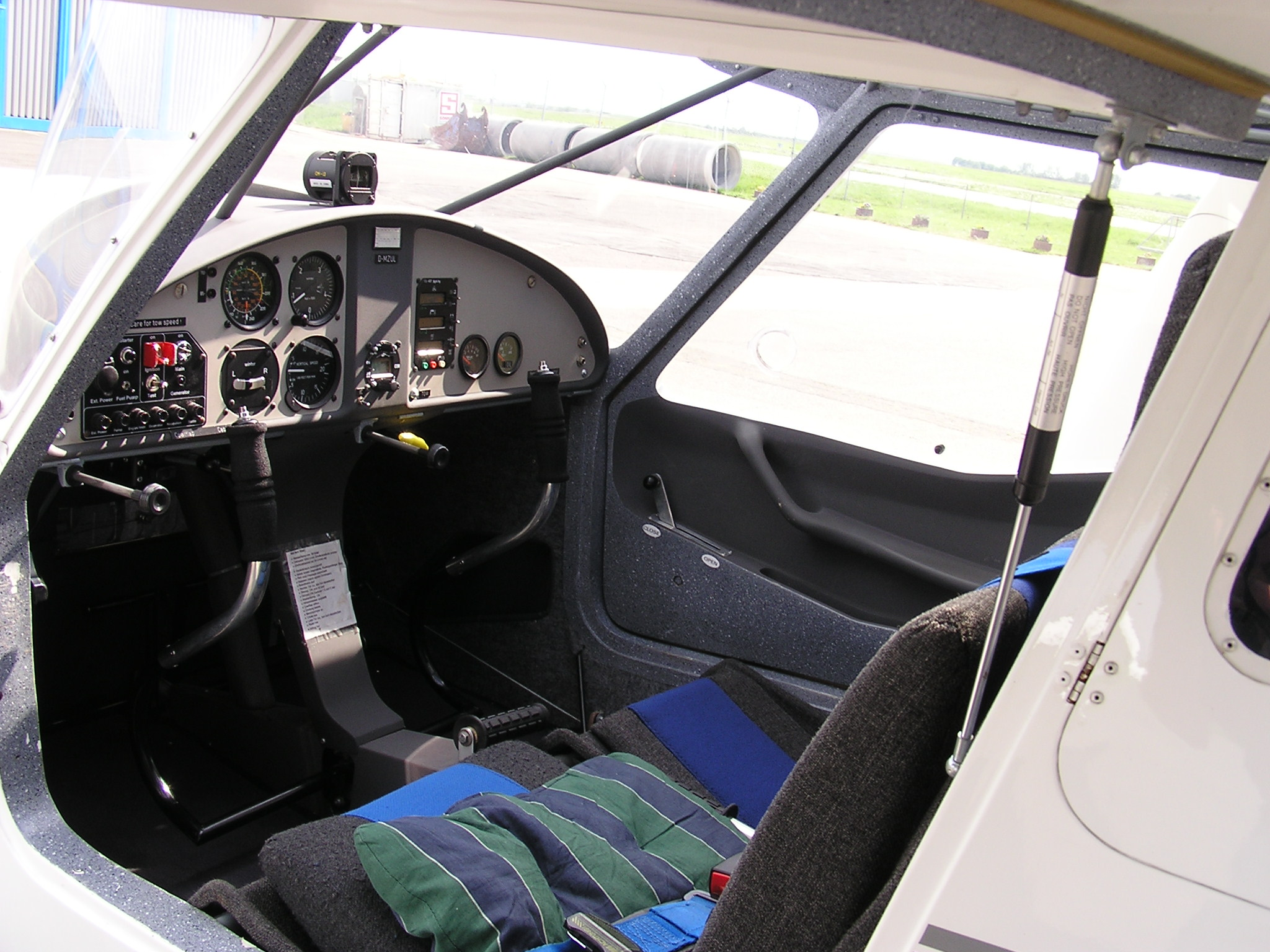
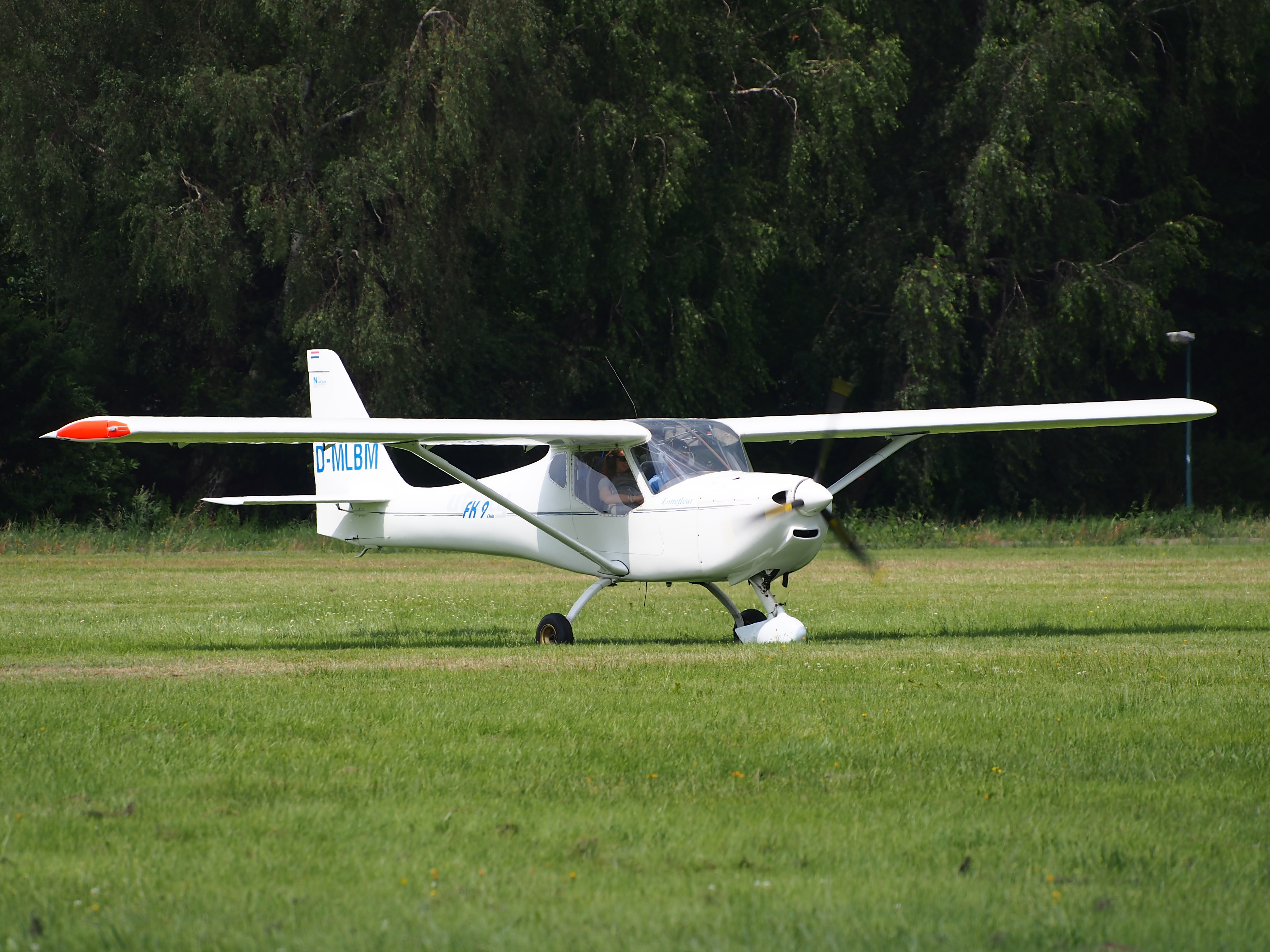

## Appareils similaires
- Best Off Skyranger
- Best Off Nynja
- Zenair Zenith STOL CH 701
- Humbert Aviation Tétras
- G1 Aviation G1
- ICP Savannah

## References
1. ↑  Bayerl, Robby; Martin Berkemeier; et al: World Directory of Leisure Aviation 2011-12, page 50. WDLA UK, Lancaster UK, 2011. ISSN 1368-485X
2. ↑  Tacke, Willi; Marino Boric; et al: World Directory of Light Aviation 2015-16, page 52. Flying Pages Europe SARL, 2015.  (ISSN 1368-485X)
3. 1 2  Paul Jackson, Jane's All the World's Aircraft 2010-11, Coulsdon, Surrey, IHS Jane's, 2010, 227–8 p. (ISBN 978-0-7106-2916-6)
4. 1 2  Rod Simpson, Airlife's World Aircraft, Shrewsbury, Airlife Publishing Ltd, 2001, 248–9 p. (ISBN 1-84037-115-3)
5. ↑  Federal Aviation Administration, « SLSA Make/Model Directory », 26 septembre 2016 (consulté le 19 février 2017)
6. ↑  Dave Partington, European registers handbook 2010, Air Britain (Historians) Ltd, 2010, 528 p. (ISBN 978-0-85130-425-0)
7. ↑  « SA Fk9 review » (consulté le 8 janvier 2011)
Le modèle {{dead link}} doit être remplacé par {{lien brisé}} selon la syntaxe suivante : 

{{ lien brisé | url = http://example.com | titre = Un exemple }} (syntaxe de base)

Le paramètre url est obligatoire, titre facultatif. 

Le modèle {{lien brisé}} est compatible avec {{lien web}} : il suffit de remplacer l’un par l’autre.
8. ↑  « Fk lightplanes - history » [archive du 25 novembre 2010] (consulté le 8 janvier 2011)
9. ↑  « FK9 Smart engine » [archive du 9 juillet 2016]